# The Lego Batman Movie
The LEGO Batman Movie (titulada LEGO Batman: la película en Hispanoamérica y Batman: La LEGO película en España) es una película de aventuras animada por computadora producida en Estados Unidos estrenada el 9 de febrero del 2017, spin-off de The Lego Movie. Está dirigida por Chris McKay y escrita por Seth Grahame-Smith, Chris McKenna, Erik Sommers, Jared Stern y John Whittington, distribuida por Warner Bros. Pictures y cuenta con las voces protagonistas de Will Arnett, Rosario Dawson, Ralph Fiennes, Michael Cera y Zach Galifianakis. Es la tercera película de Warner Animation Group. Basada en el personaje de DC Comics Batman y en la línea de construcción de juguetes LEGO.
Se anunció una secuela en 2018, pero se canceló después de que Universal Pictures adquiriera los derechos de la franquicia  The Lego Movie.

## Argumento
Al inicio de manera sutil en el principio de créditos Batman comienza a decir algunas frases incluyendo una de Michael Jackson que se atribuye a sí mismo diciendo ser sabio y de físico atractivo y abdomen viríl después de esto ya comienza en sí la trama.
4 años después de salvar el universo LEGO con Emmet y Supercool El Joker y sus aliados interceptan un avión cargado de explosivos en Gotham City; después de sacar del avión al Capitán Dale con un paracaídas, el Joker le revela al piloto Bill su plan para apoderarse de la ciudad, aunque Bill sabe que Batman lo detendrá como siempre, como la vez de los dos barcos o el desfile con la música de Prince. Sin embargo, los aliados del Joker incluyendo a Harley Quinn, Harvey Dent / Two-Face, Pingüino, Clayface, Poison Ivy, Bane, El Espantapájaros, Selina Kyle / Catwoman, El Acertijo, Sr. Frío, Killer Croc, Capitán Bumerang, Egghead, Catman y muchos otros irrumpen en una planta de energía de la ciudad. 
En el Departamento de Policía, la Jefa O'Hara le informa lo sucedido al Comisionado James Gordon, pero cuando Gordon intenta pedir ayuda a Batman con la batiseñal, Egghead la bloquea. Al mismo tiempo que el Joker menciona también que es el gran enemigo de Batman. Sin más remedio acuden a la planta nuclear y el Joker pide a la Alcaldesa McCaskill entregar la ciudad a su dominio o sino la destruira por completo con una bomba colocada por Killer Croc en el núcleo de un reactor. 
El Dr. Quivers explica por televisión que si la bomba llegara a estallar partiría a la mitad la ciudad, por lo que caerían al abismo infinito mismo donde cayó Emmet 3 años atrás. La alcaldesa McCaskill sin otra opción se reúne con el Joker en la planta, sin embargo se revela que es Batman disfrazado de ella y procede a luchar contra todos los villanos presentes. Durante la batalla, Poison Ivy trata de besar a Batman, pero Batman la bloquea con varios pingüinos del Pingüino, a quienes sigue besando y envenenando. Con ayuda de la Baticomputadora consigue derrotar a todos los villanos, por lo que todos escapan, pero el Joker intercepta a Batman. Durante su lucha, el Joker de nuevo menciona que es el mayor enemigo de Batman, pero Batman niega eso, ya que no tiene enemigo específico, a pesar de considerar a Bane y Superman enemigos; el Joker le hace ver que eso no cuenta, sino que él sí, pero Batman no se lo cree ya que este mismo le dice que nunca fue su enemigo y nadie lo será. Con esto deja al Joker triste mientras se escapa y Batman salva la ciudad de nuevo desactivando la bomba. 
Después de ser agradecido por todos en Gotham City con una celebración que incluye fuegos artificiales, visita el orfanato de niños (donde el joven Dick Grayson/Robin es el más entusiasmado por la visita del encapuchado). Después de ello Batman regresa a su batcueva donde hace cosas solitarias como comer langosta Thermydor, escuchar rock y ver películas comedias dramáticas. Mientras observa las fotos familiares, su mayordomo, Alfred Pennyworth, lo encuentra y quiere que Batman enfrente su miedo de volver a ser parte de una familia, pero él se rehúsa a decir que es cierto que este sea su mayor miedo.
Así al ver que es invitado a la fiesta de retiro del Comisario Gordon, Batman entonces asiste como Bruce Wayne y Bruce ve un reportaje sobre cómo Superman envío con un rayo al General Zod a la prisión espacial conocida como la Zona Fantasma, donde residen los supervillanos más peligrosos de todos los tiempos. Al ver esto también, el Joker idea un nuevo plan. En la fiesta de retiro, Dick Grayson charla con Bruce (ya que el coro del orfanato también estaba presente en el acto); es entonces cuando Bruce conoce a Bárbara Gordon/Batgirl y se enamora. Esto hace que sin darse cuenta, adopte al joven Dick. Más tarde, durante el nombramiento de Bárbara Gordon como la nueva comisionada, Bruce descubre que Bárbara no quiere que Batman siga combatiendo criminales el solo, a menos que se una a la fuerza policial. Pero la fiesta es interrumpida por el Joker y sus aliados, por lo que Bruce se dispone a combatirlos como Batman, sin embargo y en secreto, el Joker envía a Harley Quinn a su propia misión. En el proceso, Bárbara hace un truco que hace que Sr. Frío congele accidentalmente a Clayface, pero justo cuando Bárbara y Batman llegan a combatir a los demás, el Joker se entrega voluntariamente, lo que sorprende a todo el mundo y también entrega a todos sus cómplices. Todo el mundo celebra que gracias a Bárbara se acabó el crimen en las calles, pero Batman se desanima al darse cuenta de que sin crímenes, ya nadie lo necesita. 
Sin crímenes en Gotham, Batman se queda solo en su Batcueva, pero cree que el Joker planea algo y lo espía en la prisión. Bárbara lo descubre, pero en ese momento, Harley Quinn "indirectamente" le da la idea a Batman de enviar al Joker a la Zona Fantasma, pero Bárbara le pide que se una a ella para luchar juntos, pero este la rechaza. 
Decidido a enviar al Joker a la Zona Fantasma, busca opciones en su computadora para hacerlo, pero antes, Alfred lo interrumpe diciendo que tiene que pasar más tiempo de calidad con su hijo Dick Grayson y mejorar su actitud, para ello reprende a su amo retirándole los privilegios de computadora, mismos que Batman se otorga de nuevo al usar una contraseña que resulta ser una frase para burlarse de su mayordomo, pero Alfred en respuesta le permite a Dick la entrada a la batcueva aun a sabiendas de que Batman no lo permitiese, pero mencionando que lo deje entrar en su vida para acogerlo, como Alfred lo hizo con Bruce.
Sin otra alternativa, Batman conoce a Dick Grayson, pero Dick en su inocencia no se da cuenta de que Batman es Bruce. Es entonces cuando la baticomputadora le informa a Batman que la única forma de enviar al Joker a la Zona Fantasma es utilizando el rayo de la Zona Fantasma, que actualmente reside en la Fortaleza de la Soledad de Superman, sin embargo el rayo esta altamente vigilado. Batman entonces decide usar a Dick para la misión. Primero, Dick se disfraza y se convierte en Robin y ambos parten en su Batmóvil hasta la Fortaleza de la Soledad. El plan es que Batman distraiga a Superman, mientras Robin roba el rayo. Sin embargo, cuando Batman distrae a Superman descubre que él y la Liga de la Justicia conformada por Wonder Woman,  Flash, Aquaman, Cyborg, Detective Marciano, Linterna Verde, Dinah Lance, Oliver Queen y sus aliados hicieron una fiesta número 57 de la Liga de la Justicia, a la que no fue invitado, pero Superman los hace mentir para que digan que no fue así. Además Linterna Verde agrega que muchas veces Superman no se comunica con él en años. Permiten que Batman se una a la fiesta, donde Flash le pide a este que tome una foto de la Liga de la Justicia, pero sin él. 
Al mismo tiempo Robin logra con éxito robar el rayo de la Zona Fantasma y escapa con Batman, pero Batman se rehúsa a sentir sentimientos paternales hacia Robin. Van al manicomio Arkham para llevar al Joker a la Zona Fantasma, donde se topan con Bárbara Gordon, quien cree que Batman ha llegado para unirse a la fuerza policial. Sin embargo descubre que Robin tiene el rayo de la Zona Fantasma y ambos intentan llegar a la celda del Joker perseguidos por Bárbara. Finalmente Batman encara al Joker y lo envía a la Zona Fantasma. Pero Batman y Robin son encerrados por Bárbara por hacer lo correcto de manera incorrecta.
Mientras tanto, el Joker entra a la Zona Fantasma, donde se reúne con Phyllis, una mujer ladrillo encargada de custodiar el lugar. Después aparecen Voldemort, King Kong, Sauron, el Kraken, los Daleks, varios Agentes Smiths, la Criatura del Pantano, Medusa, muchos Gremlins, algunos Velocirraptors, 
T-Rex, el tiburón blanco de Jaws, el Conde Drácula y otros numerosos villanos e intentan acabar con el Joker, pero este les revela su plan para liberarlos a todos a cambio de derrotar a Batman y estos villanos aceptan. 
Mientras tanto, Harley Quinn recupera el rayo de la Zona Fantasma y abre un portal para permitir que el Joker y los demás se escapen de la Zona Fantasma, ataquen todo Gotham y tomen la batcueva en la Mansión Wayne. La Jefa O'Hara a su vez informa que no podrán contener a los villanos, mientras que Batman intenta animar a Robin con un dueto de beatbox. Bárbara sin otra alternativa, libera a Batman y a Robin con ayuda de Alfred para detener a los villanos. El plan es recuperar el rayo de la Zona Fantasma y apresarlos, sin embargo Sauron los detecta y se ven obligados a escapar, pero nuevamente son atacados por King Kong, el Kraken y Sauron, por lo que construyen una batnave para huir. Con las naves de Batman, lo villanos los persiguen, mientras Voldemort crea una tormenta eléctrica y los Gremlins intentan destruir la batnave. Batman, Robin y Alfred luchan contra ellos, pero los dos últimos casi se caen de la nave; Batman salva a Robin cuando este se cae de la nave, sin embargo no logra alcanzar a Alfred, quien también termina cayendo al vacío, pero  Bárbara pilotea la nave y logra rescatar a Alfred en el último momento. Es allí cuando Batman acepta la ayuda de todos e idea un plan que resulta en que el Kraken destruya accidentalmente a Sauron. 
Al lograr trabajar en equipo, Batman y los demás celebran y después de tomarse una foto familiar, Batman se siente preocupado por su equipo al pensar en sus padres muertos. Él los encierra en su batnave y los envía lejos con el miedo de perderlos. Llega a la mansión Wayne que ahora es la mansión del Joker y decide enfrentarlo. Sin embargo el Joker, Harley Quinn, Voldemort, el General Zod y el resto de villanos lo acorralan y el Joker lo envía a la Zona Fantasma por perder su oportunidad de considerarlo como su gran enemigo y se preparan para destruir Gótica con bombas. 
Después de ello Batman entra a la Zona Fantasma y conoce a Phyllis, quien lo escanea para observar su villanes y Batman se da cuenta del mal trato que tuvo hacia Robin, Alfred, Bárbara y el Joker y al saber que Alfred tenía razón al respecto de su trato para con su ahora nueva familia. Al mismo tiempo, Bárbara, Robin y Alfred deciden volver para ayudar a Batman, aunque King Kong destruye la nave y los ataca. Por su parte Batman decide hacer un trato con Phyllis de que le de 24 horas para devolver a todos los villanos si lo envía de vuelta al mundo real. Al regresar, primero, salva a Robin, Alfred y Bárbara, que estaban en peligro, pero Bárbara está molesta con él por abandonarlos. Batman se disculpa por lo que hizo y revela su miedo de ser parte de otra familia ya que no quería perderlos de manera similar a como él perdió a sus padres. Ya con los tres disculpados, Batman les pide su ayuda y también pide la ayuda de los antiguos aliados del Joker, incluyendo a Poison Ivy, Bane, Catwoman, Sr. Frío, Killer Croc, Clayface, Two-Face, Egghead, Acertijo y los demás para devolver a todos los villanos de vuelta a la Zona Fantasma. Se preparan para la lucha y Batman le da un traje a Bárbara, convirtiéndose en Batgirl y reconoce a Robin por su nombre de héroe. Gracias al trabajo en equipo, se enfrentan en una gran batalla, donde Clayface y el Sr. Frío derrotan al Kraken, mientras Batman y Robin luchan juntos contra los villanos. Por su parte Bárbara envía a Voldemort a la Zona Fantasma y luego como equipo devuelven a la Zona Fantasma a los Velocirraptores, los Smith, los Daleks, al T-Rex, al tiburón de Jaws y al resto de los villanos, pero Gotham City se desarma gracias a las bombas del Joker.
A medida que la ciudad se va destruyendo y con las ideas de Robin, Bárbara y Alfred, Batman propone "unirse" literalmente, encajando sus piezas para formar un puente y sujetar el otro lado, pero son incapaces. Le pide ayuda al Joker pero este se rehúsa ya que al menos si la ciudad se destruye, morirá sabiendo que Batman es su enemigo. Después de que Batman finalmente considere al Joker su gran enemigo, el Joker, Harley, los ciudadanos y los demás se unen  para formar puentes y salvan Gotham City concluyendo en éxito la misión uniendo de nuevo la ciudad. En la gran celebración, Batman y el Joker se declaran su odio mutuo. Pero Batman decide volver a la Zona Fantasma ya que hizo un trato con Phyllis. Primero se despide con Robin, Alfred y Bárbara y se quita la máscara demostrando a Bárbara y a Robin que Bruce Wayne es Batman (hecho que hace que Robin sepa que son dos papás en uno). Concluido esto Bruce/Batman va directo a la Zona Fantasma pero es rechazado por Phyllis, quien vio el bien en él al cambiar sus acciones repetitivas que no eran sanas para estar de nuevo en familia por otras donde ahora el sí considera a todos como parte de él ya como su seres queridos lo que hace que todo termine alegremente. El Joker le promete a Batman que se encontrarán en las calles y se marcha con Harley, Poison Ivy, Killer Croc, Catwoman, Sr. Frío, Acertijo, Bane, el Pingüino y otros más. Cuando Bárbara pregunta si dejaran que se vayan así nada más, Batman admite que esos villanos no son rivales para ellos. Más tarde Batman regresa a la Mansión Wayne junto a su ahora nueva familia, conformada por Bárbara, Robin y Alfred y hacen las cosas que él hace pero juntos y hacen una nueva unión familiar en donde Bruce/Batman se siente feliz de ser parte de una familia de nuevo.

## Reparto
- Will Arnett como Bruce Wayne / Batman.
- Rosario Dawson como Barbara Gordon / Batgirl.
- Ralph Fiennes como Alfred Pennyworth.
- Michael Cera como Dick Grayson / Robin.
- Zach Galifianakis como El Joker.
- Mariah Carey como Alcaldesa McCaskill.
- Jenny Slate como Dr. Harleen Quinzel / Harley Quinn.
- Siri como Baticomputadora.
- Billy Dee Williams como Harvey Dent / Two-Face.
- Héctor Elizondo como Commissioner James Gordon.
- Conan O'Brien como Edward Nygma / The Riddler.
- Jason Mantzoukas como Dr. Jonathan Crane / Scarecrow.
- Doug Benson como Bane.
- Zoë Kravitz como Selina Kyle / Catwoman.
- Kate Micucci como Basil Karlo / Clayface.
- Riki Lindhome como Dr. Pamela Isley / Poison Ivy.
- Channing Tatum como Clark Kent / Superman.
- Jonah Hill como Hal Jordan / Green Lantern.
- Adam DeVine como Barry Allen / The Flash.
- Eddie Izzard como Lord Voldemort.
- Seth Green como King Kong.
- Jemaine Clement como Sauron.
- Ellie Kemper como Phyllis.
- David Burrows como Anchorman Phil.
- Laura Kightlinger como Reportero Pippa.
- Todd Hansen como Capitán Dale.
- Chris McKay como Piloto Bill.

### Doblaje en Hispanoamérica
- Irwin Daayán como Batman / Bruce Wayne.
- Iván Marín como Batman / Bruce Wayne.
- German Fabregat como Alfred Pennyworth.
- Emillo Trevino como Dick Grayson / Robin.
- José Antonio Macías como El Guasón.
- Alejandro Riaño como El Guasón.
- Mireya Mendoza como Barbara Gordon / Batichica.
- Salvador Delgado como Comisionado James Gordon.
- Sonia Casillas como Computadora (Compu).
- Cristina Hernández como Selina Kyle / Gatúbela.
- Marisol Romero como Jefa O'Hara.
- Karla Falcon como Harley Quinn.
- Alondra Hidalgo como Phyllis.
- Oscar Flores como Harvey Dent / Dos Caras.
- Enrique Cervantes como Bane.
- Maggie Vera como Alcaldesa McCaskill.
- Miguel Ángel Ghigliazza como Clayface.
- Carla Castaneda como Hiedra Venenosa.
- Mario Arvizu como Clark Kent / Superman.
- Arturo Mercado Jr. como Hal Jordon / Linterna Verde.
- Arturo Casteneda como Barry Allen / The Flash..
- José Luis Orozco como Lord Voldemort.
- Mario Fillo como King Kong.
- Rubén Moya como Sauron.
- Mario Castañeda como El Acertijo.
- Blas García como Sr. Frío
- Carlos Segundo como Killer Croc.
- Maurcio Pérez como Reportero.
- Victor Hugo Aguilar como Locutor del vídeo de bienvenida de Bárbara.
- Humberto Vélez como El Pingüino.
- Francisco Colmenero como Jor-Kel.
- Gerardo Vásquez como Detective Marciano.
- Humberto Solorzano como Sr. Smith.
- Héctor Emmanuel Gomez como T-Rex.
- Jesse Conde como El Espantapájaros.
- Miguel Ángel Ruiz como Daleks.
- Roberto Gutierrez como el Conde Drácula.
- Bruno Coronel como Reportero 2.
- Alex Gasso como Reportero 3.
- César Garduza como Capitán Dale.
- Raul Solo como Piloto Bill.
- Raymundo Armijo como el Kraken.

### Doblaje en España
- Claudio Serrano como Batman / Bruce Wayne.
- Ian Lleonart como Robin / Dick Grayson.
- Ana Jiménez como Batgirl / Barbara Gordon.
- Rafa Romero como Joker.
- José Coronado como Alfred Pennyworth.
- Emma Jiménez como Ordena.
- Berta Vázquez como Harley Quinn.
- Miriam Valencia como Alcaldesa McCakill.
- Antonio Villar como Comisario James Gordon.
- José Luis Angulo como Lord Voldemort.
- Juan Antonio Bayona como Superman.
- Alex Keyblade como Green Lantern.
- Carlos Santos como Sauron.
- Sara Heras como Poison Ivy.
- Antonio Domínguez como Bane.
- Ingo Del Hoyo como El Espantapájaros.
- Teo Muñoz como Dos Caras.
- Ana Isabel Rodríguez como Catwoman, Wonder Woman, Bruja.
- José María Guiu como King Kong.
- Héctor Garay como Piloto Bill, Jaws.
- Juan Alfonso Arenas como Capitán Dale, Clayface, Pingüino.
- Rubén Reyes como Barry Allen / The Flash, Gremlin.
- César Martín como Mr. Freeze.
- Marina Céspedes como O'Hara, Medusa.
- Raúl Lara como Orca, Camarero, Velocirraptor.
- Mayte Mira como Pam.
- Rafael Azcárraga como Kraken.
- Jos Gómez como Agente Smith, Conde Drácula
- Marta Górriz como controladora aérea.
- Antonio Muñoz Fernández como Jor-El.
- Juan Torello Navarro como Controlador aéreo.
- Paco Gisbert como Jeff.
- Álvaro Balas como Nino 1.
- Adrián Mier como Nino 2.
- Lucía Balas como Nina 1.
- Eva Mier como Nina 2.
- Borja Sedano Fernández como Calculator.

## Producción
Debido al gran éxito de The Lego Movie y por las críticas diciendo que Batman tiene varias de las mejores partes de la película, Warner Bros confirmó a mediados del 2014 un spin-off que se estrenará en febrero del 2017, pasando a la película The Lego Ninjago Movie 3D para septiembre del 2017 y The Lego Movie Sequel pasando para mayo del 2018. Unos meses después se confirmó que Chris McKay será el director de la película y sería escrita por Seth Grahame-Smith y producida por los directores de The Lego Movie, Phil Lord y Christopher Miller junto a Roy Lee y Dan Lee. Y la película recaudó 312 millones de dólares de Estados Unidos.
La película tiene un tema musical exclusivo de la versión japonesa titulado "Let's Go", interpretado por la banda Kis My Ft2.

## Recepción
The Lego Batman Movie tuvo críticas muy positivas. En la web Rotten Tomatoes (Tomatazos en Hispanoamérica) tiene un 90% de comentarios positivos con 228 reseñas diciendo: The LEGO Batman Movie continúa su racha ganadora de la franquicia de block-buster con otra ronda de vertiginosamente divertido - y bellamente animado - mutismo familiar. En la web Metacritic, que reúne críticas de diferentes medios, tiene una valoración de 75 sobre 100 basado en 48 críticas.
Por algunos críticos esta misma se le consideró una película heredera del espíritu de la serie de los 60 que hiciese Adam West dando como resultado una película con ese mismo aire familiar pero con acción moderna y comedia irreverente en una mezcla única y bien lograda, incluso con referencias y easter eggs bien planeados e insertados en la misma, haciendo de esta una película apta para toda la familia, donde nuevas generaciones disfrutarán ver el universo DC y el de Lego con buenos ojos. 

### Heartland Film Festival 2017
| Año  | Categoría                      | Nominado    | Resultado |
| ---- | ------------------------------ | ----------- | --------- |
| 2017 | Premio de Película Emocionante | Chris McKay | Ganador   |

### 2017 MTV Movie & TV Awards
| Año  | Categoría                   | Nominado    | Resultado |
| ---- | --------------------------- | ----------- | --------- |
| 2017 | Mejor actuación comediatica | Will Arnett | Nominado  |